# Jaromír Löffler
Jaromír Löffler (* 20. března 1948 Olomouc) je český zpěvák, hudební skladatel a hudební producent.

## Životopis
Je samoukem, který byl v dětství ovlivněn svými rodiči, kteří se také věnovali hudbě. Otec hrál na kytaru a housle, matka na klavír. V polovině 60. let 20. století ho ovlivnila vlna britského rhythm and blues. Během středoškolských studií na gymnáziu se tomuto stylu věnoval jako zpěvák olomouckých skupin Refugees a především The Bluesmen. Na repertoáru se tehdy podílel i autorsky, zejména jako textař.
Hlavní inspirací se mu časem stal černý americký soul (Otis Redding, Wilson Pickett, James Brown ad.). Pro své nadání dostal nabídku od ostravské kapely Flamingo. Spolu s kapelníkem Richardem Kovalčíkem a dalšími muzikanty definoval společně se zpěvačkou Mariií Rottrovou český (ostravský) soul na konci 60. let.
Členové Flaminga byli zároveň členy Ostravského rozhlasového orchestru (ORO), což skupině nabízelo možnost nahrávat písničky a také je vysílat v rádiu. Během let 1967 a 1968 natočil několik původních českých skladeb a také coververze světových soulových hitů. Podíl na jejich kvalitě měl také textař Vladimír Čort.
Jeho slibně nastartovaná hudební kariéra prakticky skončila sovětskou invazí do Československa. Krátce po 21. srpnu 1968 emigroval do Švýcarska. Tato skutečnost vedla v Československu k zákazu vysílání jeho skladeb, včetně písně Ikony, která vyšla na pamětní desce pro Jana Palacha.
Ve Švýcarsku se věnoval studiu na Universität Zürich, kde získal titul PhDr. V následujících letech pracoval na managerských pozicích v marketingových médiích. Během té doby se hudbě na veřejnosti věnoval jen příležitostně, o to více však ve volném čase textoval a produkoval nové skladby v domácím studiu. Po sametové revoluci natočil s Jiřím Urbánkem ve studiu ostravského rozhlasu nové nahrávky, z nichž některé byly jeho vlastní kompozice. V posledních letech vytvořil desítky nových skladeb a začal znovu častěji veřejně vystupovat, hlavně s olomouckými Bluesmeny, ale také s Borisem Urbánkem (Boris Band Combination) a na několika koncertech s Marií Rottrovou.

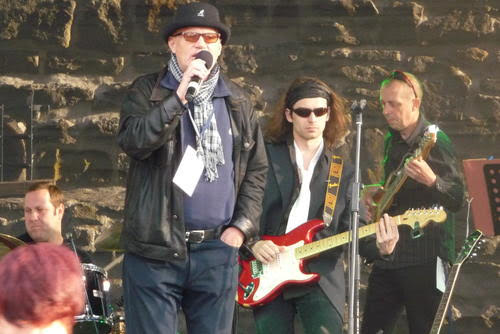
Z vystoupení s Boris Band Combination

Zatím poslední album s názvem "1001 Nights" natočil s jazzmanem Emilem Viklickým ve studiu Svárov. Nejnovější nahrávky vznikly koncem roku 2016 a na začátku roku 2017 s členy skupiny The Bluesmen. K jeho hudebnímu zázemí dnes vedle českých hudebníků patří také formace jeho syna Timothy Jaromira, textařská spolupráce dcery Frances a snachy Rykky (v roce 2016 reprezentovala Švýcarsko na European Song Contest ve Stockholmu).
V červnu 2018 vystoupil s podporou Jaroslava Vraštila a skupiny Slovak Blues Project na folk-blues-folk festivalu Valašský špalíček. V prosinci téhož roku mu ve speciální edici vyšel vinylový singl s klasickými remasterovanými nahrávkami Stvoř ženu z mých přání (It's a Man's Man's Man's World)  a Tip tip tip (Fa-Fa-Fa-Fa-Fa – Sad Song). S některými členy Bluesmenů a dalšími muzikanty připravuje doprovodnou kapelu pro živé produkce v roce 2019.

## Diskografie
- Nahrávky v ostravském rádiu (Flamingo a ORO) 1967/1968
- SP Ve jménu vzpomínek, Říkej to víckrát, Mustang Sally, Já lod´ ti dám, Ikony-Supraphon 1968/1969
- CD Jaromír Löffler a Jiří Urbánek & Band - San Francisco bay 1991
- CD Jaromír Löffler 1966-2010 - Stylton/Ivo Roubal 2010
- CD Jaromir Löffler/Bluesmen - Mixed double - JL 2014
- CD Jaromír Löffler/Emil Viklický - 1001 Nights[5]
- CD Best of Jaromir Löffler, Flamingo/Bluesmen[6]
- SP Vinyl Stvoř ženu z mých přání a Tip tip tip - Special edition Memory records 2018
- Jaromír Löffler & Jeho kapela, 2023